# Al-Āghwār al-Janūbī
Al-Āghwār al-Janūbī este un district în Guvernoratul Karak, Iordania.